# Dawn Netherwood
Dawn Netherwood, née le 22 février 1960, est une judokate britannique. 

## Palmarès international
| Année | Compétition           | Lieu     | Résultat | Catégorie      |
| ----- | --------------------- | -------- | -------- | -------------- |
| 1978  | Championnats d'Europe | Cologne  | 2e       | Moins de 56 kg |
| 1979  | Championnats d'Europe | Kerkrade | 2e       | Moins de 61 kg |
| 1980  | Championnats du monde | New York | 2e       | Moins de 66 kg |
| 1982  | Championnats d'Europe | Oslo     | 2e       | Moins de 66 kg |
| 1983  | Championnats d'Europe | Gênes    | 2e       | Moins de 66 kg |
| 1984  | Championnats du monde | Vienne   | 3e       | Moins de 66 kg |